# دادلو
دادلو هي قرية في مقاطعة ميانة، إيران. عدد سكان هذه القرية هو 711 في سنة 2006.